# Kostel Nanebevzetí Panny Marie (Stará Boleslav)
Poutní kostel Nanebevzetí Panny Marie ve Staré Boleslavi je římskokatolický farní kostel. Vznikl na počátku 17. století a je českým nejstarším mariánským poutním místem. V kostele se uchovává milostný obraz tzv. Palladium země české, kovový reliéf nesmírné historické hodnoty, spojovaný se Svatováclavskou tradicí. Po celkové rekonstrukci byla bazilika otevřena dne 1. ledna 2020 v 00.00.01 hodin slavnostní bohoslužbou. 
Probíhají zde pravidelné bohoslužby, bazilika je pro soukromou modlitbu otevřena denně od 10.00 do 17.00. Komentované prohlídky baziliky, Palladia země české a Klenotnice zajišťuje Informační a kulturní centrum Stará Boleslav ve své provozní době.

## Historie baziliky

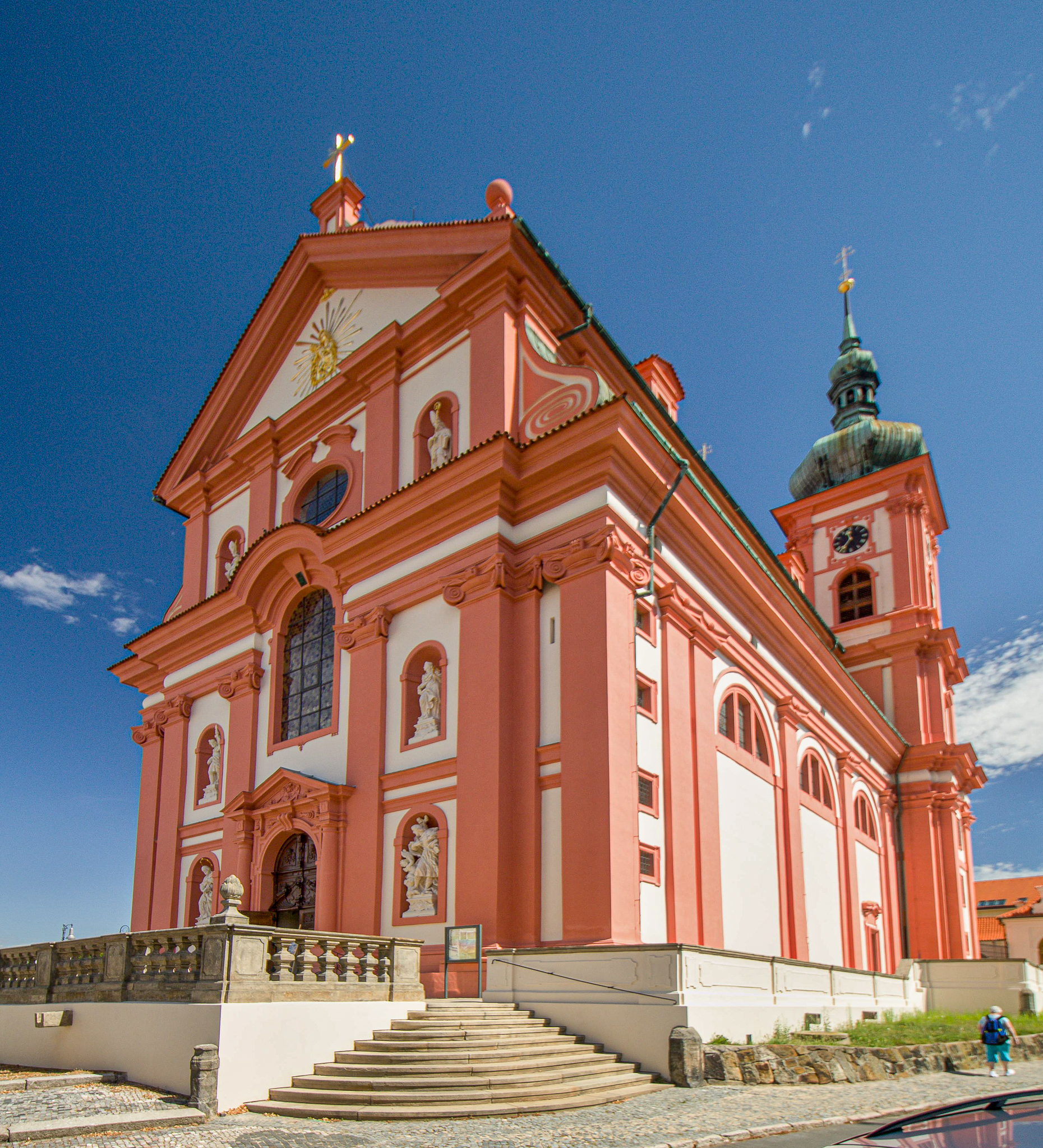
Kostel Nanebevzetí Panny Marie

Dnešní kostel nahradil starší gotickou stavbu, která již nestačila vzrůstajícímu počtu poutníků. Byl postaven pravděpodobně podle návrhu italského architekta Giovanniho Marii Filippiho, pod vedením Jakuba de Vaccani v letech 1613–1625, ve stylu raně barokních římských kostelů. O jeho vybudování se zasloužila místní kapitula sv. Kosmy a Damiána za významné podpory císaře Matyáše, jeho manželky Anny a katolické šlechty. Stejný architekt navrhl například kostel Panny Marie Vítězné v Praze. Severní věž dokončil v roce 1675 Abrahám Leuthner, jižní věž byla postavena podle návrhu Kiliána Ignáce Dientzenhofera v letech 1748–1749. Ten také navrhl nové západní průčelí chrámu (1736), budovu kapitulního proboštství stojící naproti kostela a nedaleký kostelík bl. Podivena. V letech 1728–1732 bylo upraveno prostranství před basilikou, vybudována terasa a postaveny ambity za východním závěrem kostela. 
Přímo v okolí kostela se v květnu 1757 odehrálo bojové střetnutí v rámci sedmileté války, při kterém zde zahynul vysoce postavený pruský důstojník, generálmajor jezdectva Carl Ernst von Wartenberg. Ten byl následně pohřben v kryptě kostela.
V roce 1775 je vymaloval Václav Kramolín, bratr známějšího Josefa Kramolína nástěnnými malbami ambit, které znázorňují historii staroboleslavského paládia, jeho zázraky a náměty ze života Panny Marie.
V době barokní se Stará Boleslav stala naším nejvýznamnějším poutním místem spojeným navíc po staletí také s osobou sv. Václava. O kostel pečovali až do svého zrušení jezuité. Poté se správy ujala opět místní kapitula, která je v Boleslavi přítomna od 11. století. Za první republiky, konkrétně od roku 1929, pečovali o poutní místo redemptoristé. Jejich požehnané působení přerušil násilně komunistický režim v roce 1950 a správu převzala značně okleštěná a pravomocí zbavená kapitula. Prakticky to znamenalo pověření dvou kněží, jednoho s titulem kapitulního děkana a jednoho faráře. Teprve po roce 1990 byla znovu ustavena kapitula, složená ovšem z nesídelních kanovníků. V letech 2003–2008 se správy kostela a farnosti nakrátko ujali otcové Pallotini. V současnosti je duchovní péče o kostel a farnost svěřena diecézním kněžím. Při mariánské pouti v neděli 18. srpna 2024 (ze Slavnosti Nanebevzetí P. Marie 15. srpna) v této bazilice celebroval mši sv. emeritní pražský arcibiskup Dominik Jaroslav kardinál Duka OP. Při té příležitosti znovu vložil do oltáře schránu s ostatky sv. Václava, sv. Vojtěcha, sv. Ludmily a sv. Jana Nepomuckého. 

### Program záchrany architektonického dědictví
V rámci Programu záchrany architektonického dědictví bylo v letech 1995–2014 na opravu kostela čerpáno 20 612 000 Kč.
| rok    | 1996  | 1997  | 1998  | 1999 | 2000  | 2001  | 2002  | 2003  | 2004  | 2005  | 2006 | 2007 | 2008 | 2009 | 2010 | 2011 | 2012 | 2013 | 2014 |
| ------ | ----- | ----- | ----- | ---- | ----- | ----- | ----- | ----- | ----- | ----- | ---- | ---- | ---- | ---- | ---- | ---- | ---- | ---- | ---- |
| částka | 2 500 | 1 600 | 1 600 | 600  | 1 400 | 1 600 | 1 500 | 1 500 | 1 200 | 1 400 | 740  | 723  | 854  | 500  | 425  | 950  | 520  | 400  | 600  |

## Popis

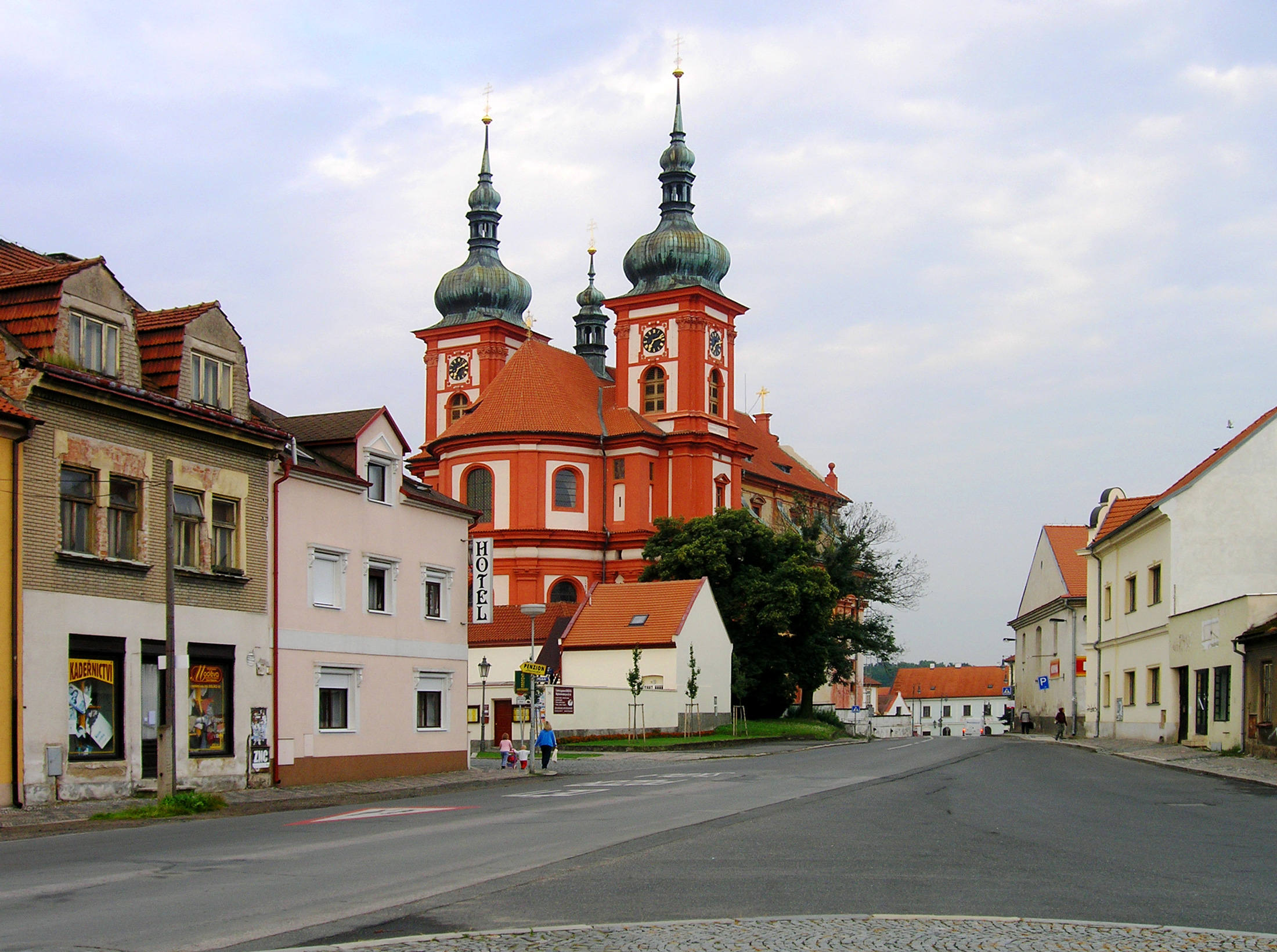
Kostel Nanebevzetí Panny Marie, východní pohled na závěr presbytáře

Nejcennějším pokladem uchovávaným po staletí v bazilice je reliéf Madony zvaný Palladium země české. Jde o  gotický kovový reliéf z poloviny 14. století, podle zbožné tradice byl nalezen a vyorán v poli roku 1160. Je odlitý z  tzv. korintské mědi (slitiny zlata, stříbra, platiny a mědi) a v 17.-18. století byl adjustován do stříbrného rámu s drahokamy. Podle legend je jeho osud spojován již se sv. Ludmilou a sv. Václavem, knížetem Bořivojem i svatými Cyrilem a Metodějem. Kníže Václav jej údajně též nosil na pásce kolem krku a je malován i na Svatováclavských korouhvích.
Přesně na den pět let po návštěvě svatého otce Benedikta XVI. ve staroboleslavském chrámu sv. Václava a na Proboštské louce, kde celebroval jubilejní misii k poctě sv. Václava pro 50 000 věřících, byla v rámci Svatováclavské poutě v neděli 28. září 2014 provedena korunovace Palladia země České třemi korunkami, posvěcenými v Římě Svatým otcem Františkem I.
Devadesáté výročí „Svatováclavského milénia“ a desáté výročí návštěvy Benedikta XVI. připomenul ve své homilii apoštolský nuncius arcibiskup Charles Daniel Balvo celebrující misii na „Národní svatováclavské pouti“ v sobotu 28. září 2019. V předvečer oslav, v pátek 27. září, byla u chrámu sv. Václava odhalena busta papeže Benedikta XVI.
Před kostelem byla původně studna, na jejíž místo byla v roce 1935 usazena socha Krista Krále. Na západním průčelí jsou v nikách postavy českých zemských patronů: sv. Jana Nepomuckého, bl. Podivena, sv. Václava, sv. Ludmily, sv. Vojtěcha a sv. Prokopa. Všichni v ruce drží Palladium.

### Interiér

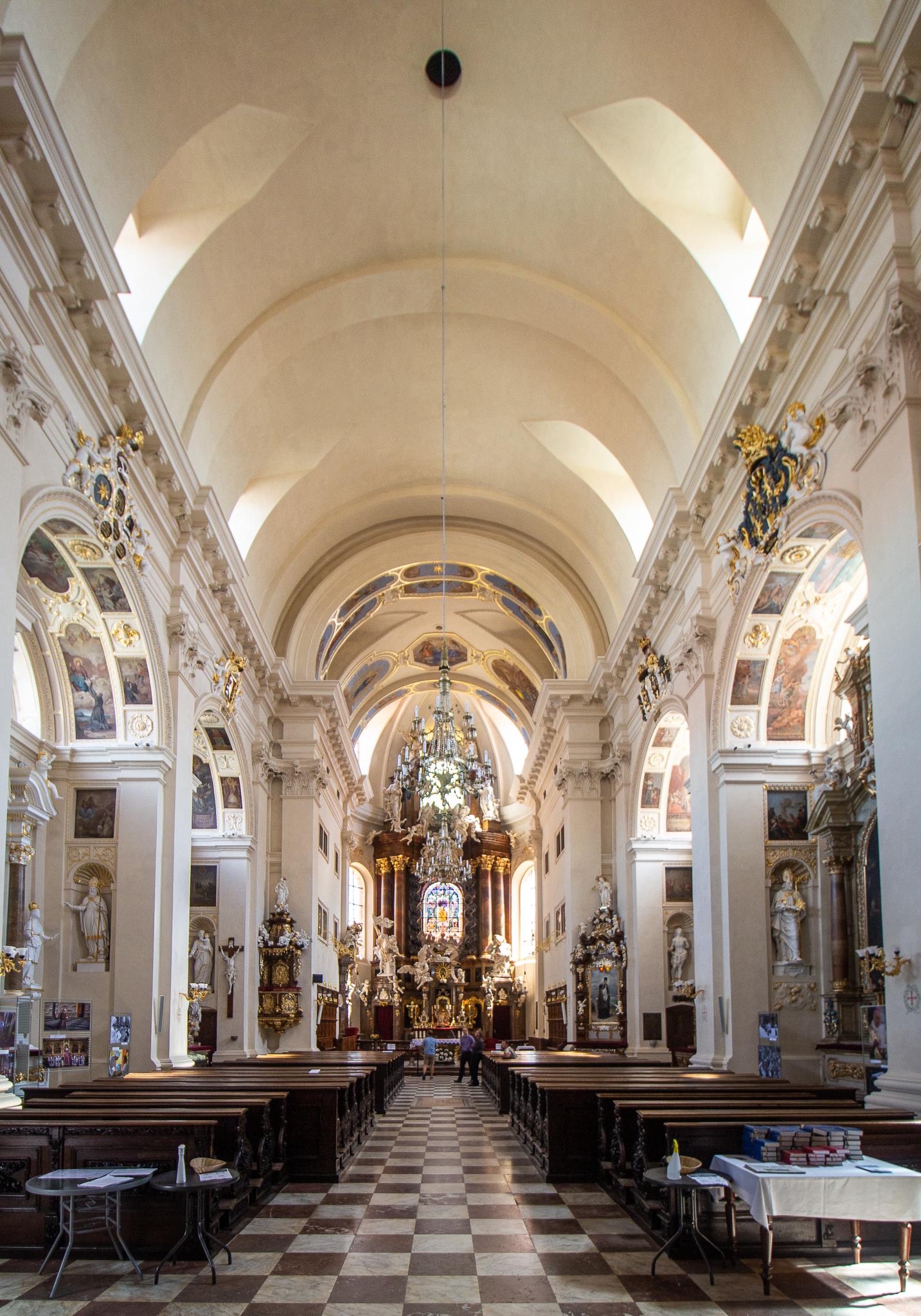
Interiér kostela

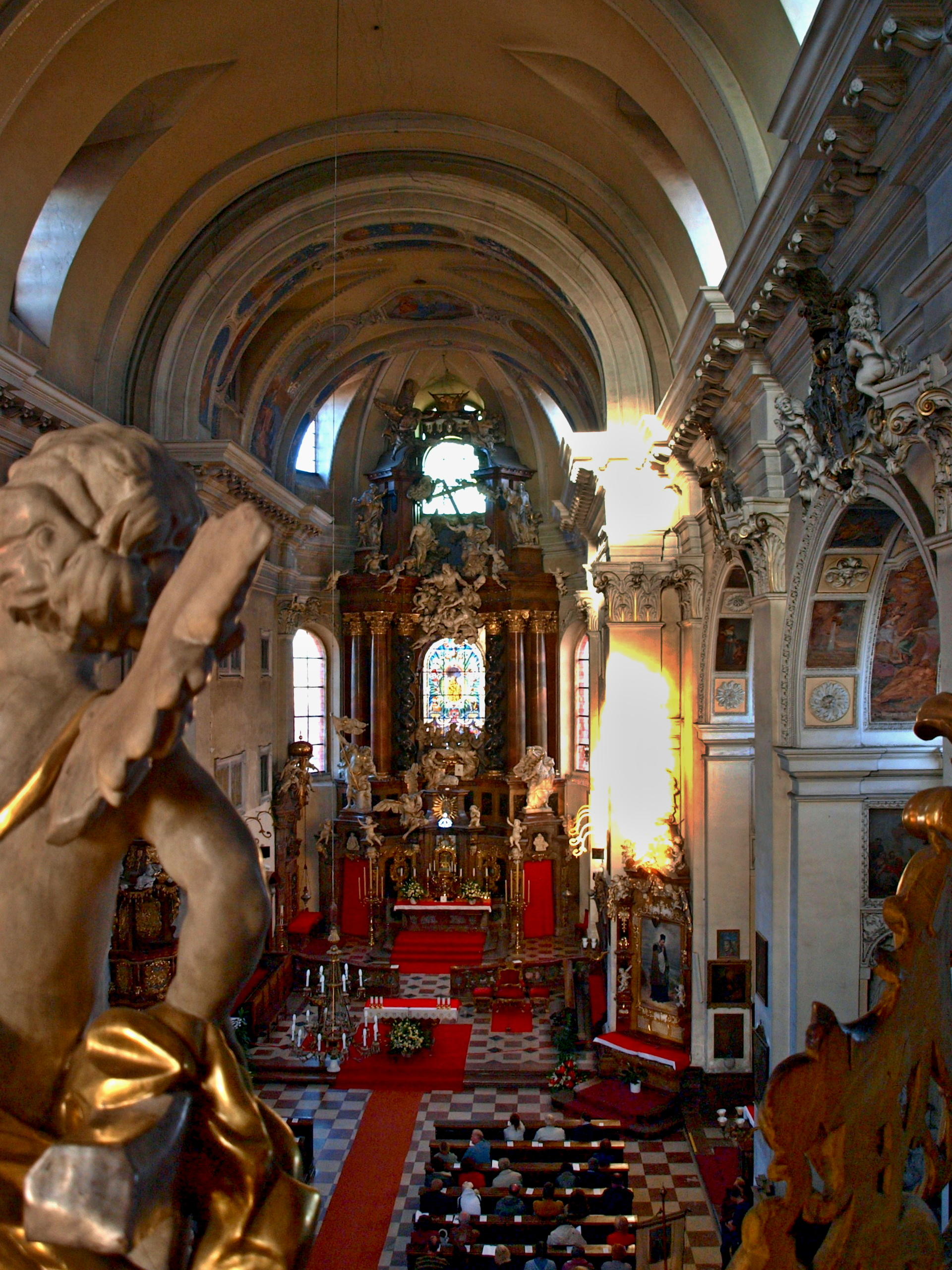
Pohled z kůru do interiéru kostela s hlavním oltářem

Kostel má dispozici barokní baziliky s jednou podélnou lodí zaklenutou valeně s lunetami a třemi dvojicemi bočních kaplí. Tato dispozice, typická pro raně barokní kostely, vznikla na konci 16. století v Itálii po Tridentském koncilu. Vyhovovala novým požadavkům na bohoslužebný prostor, v němž měli mít všichni věřící možnost sledovat dění v kněžišti a naslouchat přednášenému slovu. Osobní zbožnosti byly potom určeny boční kaple.
Zařízení kostela je převážně ze 17. a 18. století. 
- Hlavní oltář – monumentální architektura byla dokončena vysvěcením roku 1723 podle návrhu Františka Maxmiliána Kaňky ve stylu vrcholného baroka. Sochařskou výzdobu z let 1719–1721 znázorňující drama Nanebevzetí Panny Marie pochází z dílny Matyáše B. Brauna. U pat sloupů stojí sochy sv. Václava a sv. Ludmily. Na římsách nástavce stojí protějškové sochy patronů kapituly, sv. Kosmy a sv. Damiána.

- Presbytář – severní strana: oltář s mramorovým sanktuariem, krytým dvířky se stříbrnou prolamovanou mříží, se šternberskými hvězdami, pořídil jej hrabě František Karel ze Šternberka († 1648) se svou manželkou Ludmilou Benignou, rozenou Kafkovou z Říčan († 1672). V něm byl milostný reliéf chován až do roku 1778. Doplňoval jej přenosný oltářík, zvaný trůnek, na němž bývalo paládium vystaveno při mariánských mších a o poutích. Také k ostatním oltářům byly pořízeny miniaturní oltáříky s relikviemi, které se na oltářní menzu stavěly k příležitostnému uctívání.
- Kazatelna je pozdně barokní z roku 1743.
- Oltář sv. Jana Nepomuckého – jižní strana: pozdně barokní z roku 1744 s obrazem Josefa Mathausera.

Šest bočních výklenkových kaplí dalo ve druhé až třetí třetině 17. století vyzdobit šest významných českých šlechtických rodin, a to oltáři s obrazy, štukaturami a freskami.
Kaple na jižní straně (tj. od vchodu po pravé straně)  
- Morzinská kaple, zasvěcená Neposkvrněnému početí Panny Marie, oltářní architektura vztyčena roku 1640, zakladatelé Pavel z Morzinu a jeho manželka Alžběta, rozená Hrzánová z Harasova; obrazy: Immaculata, v nástavci Duch svatý, připsaným autorem obou obrazů je Antonín Stevens.
- Valdštejnská kaple, zasvěcená Narození Panny Marie; vlastnil ji Adam mladší z Valdštejna; v roce 1637 byla pustá a následně ji obsadila švédská soldateska; o její vybavení se měl postarat pražský arcibiskup Jan Bedřich z Valdštejna, který ji – stejně jako hlavní oltář – vysvětil 21. května 1690.[4] Autor obrazu Narození Panny Marie není znám, vzorem byl obraz Pietra da Cirtony, obraz žehnajícího Boha v nástavci namaloval Jan Kryštof Liška.
- Slavatovská kaple byla zařízena Ferdinandem Vilémem Slavatou († 1673) a jeho manželkou Marií Renatou, rozenou z Náchoda a Lichtenburka († 1694), počínaje rokem 1668; v retáblu je obraz Klanění tří králů z roku 1877 od Josefa V. Hellicha a v nástavci Nejsvětější Trojice.

Kaple na severní straně (vlevo od vchodu)
- Berkovská kaple, zasvěcená Obětování Páně, resp. Očištění Panny Marie, obraz namaloval Francesco Cozza, kapli zařídil třiadvacetiletý František Antonín Berka z Dubé v letech 1672–1673 pomocí svého prostředníka, protože byl v té době na kavalírské cestě v cizině.[4]
- Lažanská kaple, zasvěcená Uvedení Panny Marie do chrámu, jež je tématem hlavního obrazu od Karla Škréty staršího a jeho stejnojmenného syna̟ objednavateli byli hrabě Karel Maxmilián Lažanský a postupně jeho dvě manželky.
- Černínská kaple, zasvěcená Zvěstování Panny Marie; zakladatelé Humprecht Jan Černín a jeho manželka Diana Marie, rozená Gazoldo; obrazy: Zvěstování a Adam s Evou u Stromu poznání namaloval Jan Bedřich Hess.
- Novodobá postranní kaple blahoslaveného císaře Karla I. Rakouského byla vysvěcená roku 2011, v roce 2020 byl na oltář vložen relikviář s jeho ostatkem.

### Ambity
Chrám ze tří stran obklopují ambity, zbudované v letech 1728–1731. Klenby a stěny ambitů vymaloval Václav Kramolín roku 1775 výjevy z legendy o nalezení a uctívání palladia. Malby roku 1882 přemaloval jihočeský malíř František Anděl. Uprostřed nádvoří byl roku 1793 vztyčen náhrobek staroboleslavského probošta a světícího biskupa pražského Erasma Dionýsia Kriegera († 27. 12. 1792) se dvěma  pískovcovými sochami truchlících a urnou od Josefa Malínského z roku 1793.

### Hřbitov
Hřbitov se nacházel za ambity na východní straně. V jeho východní zdi stála malá barokní kaple svatého Benedikta, která byla několikrát opravována a těmito opravami ztratila svůj původní ráz. Hřbitov byl zrušen roku 1835 a pro pohřby začal sloužit nově založený hřbitov poblíž kaple blahoslaveného Podivena.